# Libanon az 1984. évi téli olimpiai játékokon
Libanon a jugoszláviai Szarajevóban megrendezett 1984. évi téli olimpiai játékok egyik részt vevő nemzete volt. Az országot az olimpián 1 sportágban 4 sportoló képviselte, akik érmet nem szereztek.

## Alpesisí
Férfi
| Versenyző           | Versenyszám      | 1. futam      | 1. futam      | 2. futam      | 2. futam      | Összesítés | Összesítés |
| Versenyző           | Versenyszám      | Idő           | Hely.         | Idő           | Hely.         | Idő        | Helyezés   |
| ------------------- | ---------------- | ------------- | ------------- | ------------- | ------------- | ---------- | ---------- |
| Sotirios Axiotiades | Műlesiklás       | 1:15,54       | 57.           | nem ért célba | nem ért célba | kiesett    | kiesett    |
| Sotirios Axiotiades | Óriás-műlesiklás | 1:46,67       | 66.           | 1:53,95       | 64.           | 3:40,62    | 62.        |
| Nabil Khalil        | Műlesiklás       | 1:14,54       | 55.           | 1:13,73       | 39.           | 2:28,27    | 39.        |
| Nabil Khalil        | Óriás-műlesiklás | 1:48,38       | 67.           | 1:59,31       | 68.           | 3:47,69    | 66.        |
| Edward Samen        | Műlesiklás       | 1:19,93       | 61.           | 1:19,16       | 45.           | 2:39,09    | 42.        |
| Edward Samen        | Óriás-műlesiklás | 1:52,51       | 71.           | 2:05,34       | 73.           | 3:57,85    | 72.        |
| Tony Sukkar         | Műlesiklás       | nem ért célba | nem ért célba | kiesett       | kiesett       | kiesett    | kiesett    |
| Tony Sukkar         | Óriás-műlesiklás | 1:43,48       | 61.           | 1:45,55       | 56.           | 3:29,03    | 58.        |